# BIOS parameter block
Pour les articles homonymes, voir BPB.
 (mai 2023).
Si vous disposez d'ouvrages ou d'articles de référence ou si vous connaissez des sites web de qualité traitant du thème abordé ici, merci de compléter l'article en donnant les références utiles à sa vérifiabilité et en les liant à la section « Notes et références ».
Le BIOS parameter block (BPB) est la description du media physique (disque dur ou disquette), qui peut être stockée dans le Volume Boot Record. Les systèmes de fichiers avec un BPB incluent FAT16, FAT32, HPFS et NTFS.
Le BPB se trouve dans le Boot Sector, utilisé dans les systèmes FAT16, FAT32, HPFS et NTFS.